# Maison d'arrêt de La Roche-sur-Yon
La maison d'arrêt de La Roche-sur-Yon est une maison d'arrêt située à La Roche-sur-Yon, dans le département la Vendée, en région Pays de la Loire.

## Histoire

### Origines
L’implantation d’un lieu de détention à La Roche-sur-Yon plonge ses racines dans les bouleversements institutionnels de la Révolution française. En application de la loi des 25 septembre-6 octobre 1791, qui prescrit l’édification, dans chaque département, de prisons distinctes selon la nature des condamnés, une maison d’arrêt, de justice et de correction fut instituée en Vendée. Ce dispositif carcéral répondait à une typologie précise : les maisons d’arrêt recevaient les prévenus dans l’attente de leur procès ; les maisons de justice étaient destinées aux accusés déférés devant le tribunal criminel ; enfin, les maisons de correction accueillaient les individus purgeant de courtes peines. Ces trois fonctions se trouvaient fréquemment réunies en un seul édifice, mais cloisonnées en quartiers distincts pour les hommes et les femmes. À cette époque, le département ne disposait pas de maison centrale, réservée aux condamnations excédant une année.
En août 1811, le tribunal criminel est déplacé de Fontenay-le-Comte à La Roche-sur-Yon, entraînant la reconversion de la prison locale en une maison d’arrêt, de justice et de correction. S’y adjoint une maison de sûreté destinée aux détenus en transit, ainsi qu’une maison de police municipale pour les délits mineurs. Au cours des décennies 1860-1870, la population pénitentiaire s’étend pour englober débiteurs, mineurs délinquants, militaires et vagabonds. Dès 1812, deux établissements pénitentiaires coexistent dans la ville : L’ancienne prison, située à proximité de la cité Travot, se compose de deux tours parallèles abritant un logement pour le concierge et pouvant recevoir jusqu’à 60 individus ; et la nouvelle prison, édifiée en 1811 près du tribunal et de la caserne (rue de la Préfecture), présente des dimensions de 40 m de long sur 7 m de large, implantée sur un terrain de 50 × 50 m, dotée d’une promenade intérieure. Décrite en 1829 par l’architecte Mallet, sa capacité oscille entre 50 et 80 prisonniers. Les frais d’entretien exorbitants occasionnent des réparations incessantes et suscitent, tout au long du XIXe siècle, divers projets de reconstruction.
Un édifice néoclassique est érigé en 1810, sis à l’angle de la rue Salvador-Allende, ce bâtiment fut initialement affecté à des fonctions judiciaires et carcérales, se distinguant par sa colonnade et son fronton d’ordonnance classique. Classé au titre des monuments historiques pour sa façade remarquable, il connut par la suite une mutation en conservatoire puis en musée.

### Construction du bâtiment actuel (débutXXᵉ siècle)
Le Conseil supérieur des prisons, par délibération en date du 26 juillet 1907, avalisa le projet d’édification d’une nouvelle geôle cellulaire mixte à La Roche-sur-Yon, consécutivement à une convention passée entre l’État et le département. Confiés à l’architecte Georges Loquet, les travaux s’exécutèrent sur un emplacement de trois hectares, mitoyen de l’hôpital et longeant le boulevard d’Angleterre. Menés à terme en octobre 1909, cette édification s’inscrivait dans l’application de la loi du 5 juin 1875, prônant l’incarcération individuelle pour les condamnés purgeant des peines n’excédant pas une année. L’établissement pénitentiaire comportait, à son origine, trente-huit loges pour hommes et sept pour femmes. Remise à l’État, la prison fut érigée en maison d’arrêt par décret du 30 mars 1910, destinée à l’emprisonnement séparé des deux sexes.

### XXesiècle à aujourd'hui
En mai 1934, à la suite de la suppression de la prison des Sables-d’Olonne par décret du 28 avril de la même année, la maison d’arrêt de La Roche-sur-Yon recueillit les détenus ainsi que les archives pénitentiaires transférées. Durant la Seconde Guerre mondiale, l’établissement entretint des rapports administratifs avec les autorités occupantes.
Au début des années 2000, la prison fait face à une surpopulation extrême. En 2009, lors d'une visite du Contrôleur général des lieux de privation de liberté (CGLPL), le taux d'occupation atteint 237,5 %, le plus élevé de France métropolitaine, avec des détenus dormant sur des matelas au sol. Des ateliers de travail ferment, comme celui de vannerie en novembre 2009, et des installations comme la téléphonie sont mises en place en octobre 2009. Une seconde visite en 2016 confirme ces problèmes persistants. En 2015, l'établissement est décrit comme datant de 1906 et destiné à perdurer malgré la surpopulation, avec trois détenus par cellule. En 2021, elle est qualifiée de prison la plus surpeuplée de France, avec un taux supérieur à 120 %. En 2024, le taux atteint 248 %, provoquant des grèves du personnel pénitentiaire en juin et des alertes sur les conditions de travail et de détention. En janvier 2025, des travaux de rénovation entraînent des transferts de détenus vers d'autres établissements, comme Nantes. Des plaintes sur les conditions de détention, comme celles d'un ancien détenu en 2025, sont déboutées par la justice. Des activités culturelles persistent, telles que des ateliers d'écriture, de musique et des expositions en 2009, en collaboration avec des associations locales.

## Événements notables
En mai 2024, un détenu aux alentours de quarante ans s’évade alors qu’il sort les poubelles. Cette évasion souligne les tensions liées au sous-effectif et à la gestion difficile des bâtiments anciens.